# Lentegí (kommunhuvudort)
Lentegí är en kommunhuvudort i Spanien.   Den ligger i provinsen Provincia de Granada och regionen Andalusien, i den södra delen av landet, 400 km söder om huvudstaden Madrid. Lentegí ligger 649 meter över havet och antalet invånare är 330.
Terrängen runt Lentegí är bergig.  Närmaste större samhälle är Motril, 16,8 km sydost om Lentegí. 